# Sozialer Raum
Das Konzept des Sozialen Raums wurde von dem französischen Soziologen Pierre Bourdieu entwickelt. Es dient der Darstellung und Analyse sozialer Strukturen und individueller Positionen. Die Verteilungsstrukturen des gesamtgesellschaftlichen und des individuellen Kapitals, d. h. Vermögens im umgreifenden Sinn, zeichnet Bourdieu in einem konstruierten dreidimensionalen sozialen Raum nach. Er untersucht die Kapitalausstattung von Individuen und Gruppen anhand von Merkmalen wie Beruf, Einkommen und Ausbildungsniveau als wichtigste Lebensbedingungen, erweitert durch für ihn sekundäre Merkmale wie Geschlecht, Alter, Ethnie, Nationalität. Das soziale Feld bildet die Handlungsebene, das „Spielfeld“, innerhalb des sozialen Raumes. Bourdieus Begriff ist von der Stadtsoziologie und der Sozialraumanalyse zu unterscheiden.

## Erweiterung der Klassen- und Schichtungstheorien
Bourdieu erweitert die üblichen vertikalen Klassen-  und Schichtungstheorien um zwei weitere Dimensionen. Die soziale Position wird innerhalb des sozialen Raumes durch die Dimensionen Kapitalvolumen (bestehend aus den Kapitalsorten), Kapitalstruktur und soziale Laufbahn entfalteten sozialen Raums bestimmt.
Das die soziale Position bestimmende Gesamtvolumen an ökonomischem, kulturellem und sozialem Kapital bildet die vertikale Dimension.
Die Kapitalstruktur wird auf der horizontalen Ebene dargestellt und spannt sich zwischen den Polen ökonomisches Kapital auf der rechten Seite und kulturelles Kapital auf der linken Seite auf. Das soziale Kapital  bleibt bei der horizontalen Darstellung unberücksichtigt.
Die dritte Dimension bildet die zeitliche Entwicklung vergangener wie potentieller sozialer Laufbahnen ab. Diese Dimension  zeigt an, wie bzw. ob sich die soziale Position eines Individuums oder einer gesellschaftlichen Gruppe innerhalb eines bestimmten Zeitraumes in Bezug zum Kapitalvolumen und zur Kapitalstruktur verändert hat.
Bourdieu berücksichtigt dabei den Ausgangspunkt eines Lebenslaufs, die soziale Herkunft, den Umfang des in der Familie „ererbten“ Kapitals, auch in Form inkorporierten (d. h. verinnerlichten) kulturellen Kapitals, und die in den Habitus des Individuums eingegangenen Dispositionen.

## Konstruierte Klassen
Für diese Darstellung des sozialen Raums als Kräftefeld „präpariert“ Bourdieu theoretisch konstruierte, also nicht reale Klassen heraus. Eine Klasse bezeichnet eine Art Cluster von Individuen mit ähnlicher Position im sozialen Raum, bestimmt durch Herkunft, Kapitalvolumen und -struktur. Ein Klassenangehöriger ist durch die Beziehung aller relevanten Merkmale zueinander definiert.
Bourdieu spricht von wahrscheinlichen Klassen, deren „Klassenbewusstsein“ nur in einem diffusen, nicht kollektiven Sinn für die relationale Position im sozialen Raum (d. h. im Verhältnis zu anderen im sozialen Raum) besteht. Ererbtes Startkapital ermöglicht, je nach Klassenzugehörigkeit der Eltern, unterschiedlich wahrscheinliche Lebensläufe und Lebenschancen.
Im sozialen Raum, als Topologie gedacht, unterscheidet Bourdieu in erster Linie drei Klassen sozialer Akteure: die obere, mittlere und untere Klasse. Es gibt dabei keine starren Grenzen, sondern fließende Übergänge.
Die untere Klasse unterteilt er nicht weiter. Innerhalb der Mittelklasse unterscheidet Bourdieu das absteigende, das neue und das exekutive Kleinbürgertum. Die Oberklasse wird in eine dominante ökonomische und eine dominierte kulturelle Fraktion untergliedert. Diese beiden Klassenfraktionen liegen nebeneinander, sind durch eine gegensätzliche Verteilungsstruktur der Kapitalarten gekennzeichnet und tragen permanente Kämpfe um die Vormachtstellung in der Gesellschaft aus.

## Dynamik des Sozialen Raums
Die sozialen Positionen, die ein Individuum innerhalb des sozialen Raumes innehat, sind wandelbar und können in der schematischen Darstellung zu einer Ortsveränderung in horizontaler oder vertikaler Richtung führen. Permanente Entwicklung von Investitionsstrategien in eine oder mehrere Kapitalarten sind zum Aufstieg oder der Vermeidung eines Abstiegs innerhalb der Sozialstruktur unabdingbar.
Die Wertigkeit der verschiedenen Kapitalarten wird an ihrem gesamtgesellschaftlichen Umfang und ihrem gegenwärtigen Tauschwert als Produkt gesellschaftlicher Auseinandersetzungen bemessen. Die permanenten Investitionsstrategien der Individuen und der ständige Wechsel der sozialen Bewertung der Kapitalarten sowie der kreative Spielraum der Akteure konstituieren das dynamische Element des sozialen Raums und ermöglichen einen Auf- oder Abstieg des Einzelnen innerhalb des sozialen Gefüges.

## Weitere Begriffsverwendungen
Stadtsoziologisch wird das Zusammenwirken von sozial vielfach erschlossener bzw. zugänglicher Umwelt und die Mentalität der Städter mit Konzepten des „sozialen Raums“ untersucht, etwa bei der Analyse von Urbanität.
Daran schließen architektursoziologische Fragestellungen an, die auch die „Landschaftsarchitektur“ (z. B. Landschaftsparks) einbeziehen.
Die Soziologin Martina Löw hat eine Studie zur Raumsoziologie veröffentlicht, in der sie sich mit verschiedenen Konzepten des sozialen Raums auseinandersetzt und einen relationalen Raumbegriff entwickelt. Sie versteht unter Raum eine relationale Ordnung (Anordnung) von Körpern (das können Lebewesen, aber auch Objekte sein), die in Platzierungs- und Syntheseprozessen verknüpft werden.